# Binalong
Binalong est une localité australienne située dans la zone d'administration locale de la vallée du Yass en Nouvelle-Galles du Sud, à 37 km au nord-ouest de Yass.
En 2021, la population s'élevait à 550 habitants.